# Яловець (округ Ліптовський Мікулаш)
Яловець (словац. Jalovec) — село, громада округу Ліптовський Мікулаш, Жилінський край, регіон Ліптов. Кадастрова площа громади — 20,18 км².
Населення 299 осіб (станом на 31 грудня 2018 року).

## Географія
Протікає річка Ракитіє.

## Історія
Яловець згадують у 1391 році.

## Населення
| Рік:            | 1994. | 2004.    | 2014.   | 2024.   |
| --------------- | ----- | -------- | ------- | ------- |
| Кількість осіб: | 260   | 320      | 294     | 318     |
| Різниця:        |       | +23,07 % | -8,12 % | +8,16 % |

| Рік:            | 2023. | 2024.   |
| --------------- | ----- | ------- |
| Кількість осіб: | 308   | 318     |
| Різниця:        |       | +3,24 % |